# (36225) 1999 TW270
1999 TW270 (asteroide 36225) é um asteroide da cintura principal. Possui uma excentricidade de 0.04158920 e uma inclinação de 9.02997º.
Este asteroide foi descoberto no dia 3 de outubro de 1999 por LINEAR em Socorro.